# František Adamíček
František Adamíček (21. července 1955 – 20. října 2021) byl český fotbalista, útočník. Po skončení aktivní kariéry působí jako trenér.

## Fotbalová kariéra
Ve druhé nejvyšší soutěži hrál za Sklo Union Teplice, SK Motorlet Praha a TJ Spartak Brandýs.

## Trenérská kariéra
V české lize v sezóně 1994/95 působil jako asistent Miroslava Beránka ve Slavii. V ČFL v letech 1995–1997 byl trenérem SK Český Brod, v sezóně 1998/98 byl trenérem FK Admira/Slavoj Praha, v sezóně 2000/01 ve druhé nejvyšší soutěži trénoval SK Spolana Neratovice a v sezóně 2001/02 trénoval divizní FC Dragoun Břevnov.